# Cipinang (Pulo Gadung)
Cipinang is een plaats (wijk) - (kelurahan) in het bestuurlijke gebied Pulo Gadung, Jakarta Timur (Oost-Jakarta) in de provincie Jakarta, Indonesië.  De plaats telt 37.889 inwoners (volkstelling 2010).